# Seifallah Ben Hassine
Seifallah Ben Omar Ben Hassine, conocido como Abu Ayyad al-Tunisi o Abu Iyadh alTounisi, fue un militante islámico Tunecino  y el fundador y líder de Ansar al-Sharia (Túnez).

## Historia
Nació el 8 de noviembre de 1965 en Menzel Bourguiba en el norte de Túnez. En 1980 se involucró con el 'Movimiento de Tendencia Islámica' que luego se convertiría en el Partido del Renacimiento. Era un líder de alto rango en el Frente Islámico Tunecino, el ala armada del partido, en 1986.
Estuvo en Arabia Saudí con Abd al-Aziz ibn Baz donde pudo haber tenido contacto con el Grupo Islámico Armado y el Grupo Islámico Combatiente Libio.
Huyó de Túnez tras una campaña del régimen de Zine El Abidine Ben Ali en contra de los movimientos estudiantiles de 1987. Fue sentenciado en ausencia por el tribunal militar de Túnez a dos años de prisión por su participación en los eventos.
Entonces se trasladó a Marruecos donde estudió en la Facultad de Ciencias Jurídicas en la Universidad Mohamed Primero. Durante este período se casó. Posteriormente se fue a Reino Unido en los años 1990 y estudió bajo la tutela del clérigo Abu Qutada considerado el responsable de al-Qaeda en Europa.  
Luchó junto a Osama bin Laden en Afganistán, y en el 2000 fundó un grupo de militantes tunecinos conocido como Grupo Combatiente Tunecino. Dirigió una casa de huéspedes para Tunecinos en Jalalabad, y los hombres que se hospedaron allí estaban conectados a al-Qaeda. Él proporcionó a los dos hombres tunecinos que mataron a Ahmad Shah Masud, líder de Alianza del Norte. Ahmad Shah Masud fue asesinado por los dos hombres, terroristas suicidas que se hicieron pasar por terroristas, dos días antes de los Atentados del 11 de septiembre de 2001.
Fue arrestado en Turquía en febrero de 2003, donde fue extraditado a Túnez. Allí un tribunal militar lo sentenció a 43 años de prisión. Tras la Revolución tunecina que derrocó a Zine El Abidine Ben Ali, fue liberado de la cárcel en marzo de 2011 bajo una amnistía, y fundó Ansar al-Sharia (Túnez) a finales de abril de 2011.
Ben Hassine dirigió personalmente el asalto a la Embajada de los Estados Unidos  en Túnez el 14 de septiembre de 2012. En 2012, mientras seguía huyendo tras el ataque a la embajada de los Estados Unidos, incitó a la policía predicando en una mezquita en el centro de Túnez. A pesar de la presencia de una gran cantidad de fuerzas de seguridad, una multitud de sus seguidores lo escondieron y lo ayudaron a evadir el control policial.
Tiene su base en Libia desde 2013, y dirige campos de entrenamiento y red de células militantes en toda la región.

## Reportes de muerte
En julio de 2015, un oficial de inteligencia anónimo de los Estados Unidos le dijo a The New York Times que se creía que Ben Hassine había sido asesinado cerca de Ajdabiya al este de Libia el 14 de junio de 2015, en un ataque aéreo estadounidense destinado a eliminar a Mokhtar Belmokhtar. Sin embargo, la muerte de Ben Hassine no fue confirmada oficialmente ni por el Pentágono ni por Ansar al-Sharia.
El 28 de febrero de 2020, un audio de Al Qaeda del Magreb Islámico confirmaría la muerte de Ben Hassine en Tombuctú, Malí, a manos de soldados de la Operación Barkhane.

## Familia
Está casado con una mujer Marroquí con la que tiene tres hijos.